# Austerlitz (jeu vidéo, 1985)
Pour les articles homonymes, voir Austerlitz.
Pour le jeu vidéo de 1989, voir Austerlitz (jeu vidéo, 1989).
 Austerlitz est un jeu vidéo de type wargame créé par Ken Wright et publié par M. C. Lothlorien en 1985 sur ZX Spectrum et Amstrad CPC. Le jeu se déroule pendant les guerres napoléoniennes, en 1805, et simule la bataille d'Austerlitz qui oppose l’armée de Napoléon aux forces  de l’Empire russe et de l’empire d’Autriche.

## Système de jeu
Le joueur contrôle les troupes françaises, qui sont en infériorité numérique mais qui sont mieux entrainées et qui bénéficie de meilleurs commandants. Le jeu propose trois niveaux de difficulté. Le jeu se distingue des autres titres du même genre  par son système de commandement et par sa manière de simuler la confusion de l’affrontement. Pour commander son armée, le joueur peut en effet donner des ordres directement à ses troupes, ou s’appuyer ses commandants de corps d’armée qui peuvent agir à leur propre initiative. De plus, pour simuler la confusion des combats, le jeu cache au joueur les déplacements des troupes ennemies. Ainsi, s’il peut voir la position initiale des unités adverses, il en perd la trace lorsqu’elles se déplacent, jusqu’à ce qu’il les repère à nouveau lors d’un combat ou grâce à son service de renseignement.  Austerlitz est le deuxième jeu d’une série de quatre wargames développé par Ken Wright et s’appuyant sur le même moteur de jeu. Il est ainsi précédé de  Waterloo (1985) et suivi de Napoleon at War (1986) et de  Yankee (1987).

## Accueil
| Austerlitz               |      |       |
| Média                    | Pays | Notes |
| Crash                    | GB   | 93 %  |
| Popular Computing Weekly | GB   | 2/5   |
| Sinclair User            | GB   | 3/5   |
| Your Sinclair            | GB   | 7/10  |